# Hepberg
Hepberg település Németországban, azon belül Bajorországban. Lakosainak száma 3047 fő (2023. december 31.). Hepberg Lenting, Kösching és Stammham községekkel határos.

## Népesség
A település népessége az elmúlt években az alábbi módon változott:
| Lakosok száma | 350  | 754  | 1118 | 1296 | 2518 | 2736 | 2869 | 2890 | 2937 | 3047 |
|               | 1875 | 1950 | 1970 | 1975 | 2012 | 2014 | 2016 | 2017 | 2021 | 2023 |